# Natalia Linares
Natalia Carolina Linares González (Valledupar, 3 de enero de 2003) es una atleta colombiana de atletismo que compite en salto de longitud. Fue medallista de oro en los Juegos Panamericanos de 2023.

## Biografía
Hija de Yanelis Gonzales, Linares asistió al colegio Gimnasio del Norte en Valledupar, Colombia. Para 2023 se mudó a Santa Marta, donde entrena junto a Arnovis Dalmero con Martín Suárez. Estudió en la Universidad del Magdalena.
Linares ganó la medalla de plata en los Juegos Sudamericanos de Asunción en 2022 y también ganó la plata en el Campeonato Mundial de Atletismo Sub-20 de Cali en 2022. Ese año ganó el salto de longitud en los Juegos Bolivarianos de 2022, estableciendo un nuevo récord nacional colombiano U23 (y U20) de 6,79 metros.
Linares ganó medalla de oro en salto de longitud en los Juegos Centroamericanos y del Caribe 2023, marcando una mejor distancia personal de 6,86 metros. En agosto de 2023 compitió en el Campeonato Mundial de Atletismo de 2023 en Budapest.
Ganó medalla de oro en los Juegos Panamericanos de Santiago 2023, saltando 6,66 metros.